# Tabacundo
Tabacundo, también conocida como San Juan de Tabacundo, es una ciudad ecuatoriana; cabecera cantonal del Cantón Pedro Moncayo, así como la quinta urbe más grande y poblada de la Provincia de Pichincha. Se localiza al norte de la Región interandina del Ecuador, en la hoya del río Guayllabamba, a una altitud de 2877 m s. n. m. y con un clima andino de 15 °C en promedio. Al sur de esta ciudad atraviesa la línea equinoccial. 
Es conocida como "Capital Mundial de la Rosa", por su gran producción florícola. En el censo de 2022 tenía una población de 13.019 habitantes, lo que la convierte en la octogésima tercera ciudad más poblada del país. Sus orígenes datan del siglo XVI, mas su fecha de fundación es desconocida. Es uno de los más importantes centros productivos, económicos y comerciales del noreste de Pichincha. Las actividades principales de la ciudad son la producción de flores, la ganadería y la agricultura.

## Toponimia
Existen dos hipótesis sobre la raíz del nombre Tabacundo: una dice que proviene de la raíz caribe: "taba" (pueblo) y el kuika, dialecto del Chibcha "kundoh" (anciano), que daría la idea de que tal vez fue un pueblo en el que vivía una cantidad considerable de ancianos, o quizás un asentamiento muy antiguo incluso para los pobladores primitivos de la zona. La otra corriente defiende que el nombre proviene de un legendario soldado español, Alonso de Tabacundo, quizás el primero en tener contacto con los indígenas de la comarca.

## Historia
Se desconoce la fecha exacta de fundación de este pueblo debido a su poca relevancia durante la época prehispánica del Ecuador; aunque se lo relaciona con el vecino lugar sagrado de Cochasquí. Los primeros datos confiables que se obtienen corresponden al año 1534, cuando tras fundar Quito, los españoles iniciaron el proceso de división administrativa de estas tierras, y en las que se menciona a Tabacundo como un caserío indígena que ya existía a la llegada de los conquistadores.
La ahora llamada ciudad de Tabacundo, desde sus inicios como Villa Española y hasta tiempo después de la independencia, conservó el que podemos llamar como su primer nombre, el cual era Taguacondo, nombre que después, ya en la era republicana, se cambió por el que hoy se identifica a la ciudad.
La población indígena de Tabacundo tuvo dos orígenes: la mitad eran llactayos y la otra mitimaes procedentes del Perú para asegurar la expansión del imperio inca.
Tras la llegada de los españoles, este asentamiento indígena tuvo relativa importancia, razón por la cual en 1534 pasó a formar parte del corregimiento de Otavalo y obtuvo cierto grado de independencia administrativa dentro del mismo. Tabacundo recibió la visita de Simón Bolívar, quien pernoctó en la ciudad en su viaje hacia Quito para su incorporación a Colombia.
En 1869, ya durante la época republicana, la ciudad de Ibarra fue asolada por un terremoto que la destruyó prácticamente en su totalidad. Fue entonces que Tabacundo fue designada como capital de la provincia de Imbabura; condición que mantuvo hasta 1872, cuando la ciudad blanca fue reconstruida y la administración provincial regresada a la misma.
Pasó entonces a formar parte del cantón Cayambe, al que perteneció hasta el 26 de septiembre de 1911, fecha en la que se creó el cantón Pedro Moncayo y pasó a formar parte de la cabecera de esta jurisdicción.
Recientemente, Tabacundo emergió de una profunda crisis migratoria que sufrió en los años 90. La industria florícola que se asentó en sus alrededores logró generar gran cantidad de puestos de trabajo para sus habitantes e incluso atrajo migración de gente de la Costa del país y de trabajadores extranjeros provenientes de Colombia y a partir de 2016 de Venezuela.

## Geografía
Tabacundo está ubicada al nororiente de la provincia de Pichincha, en los -00.15° de latitud y -78.15° de longitud. El área urbana rodea casi los 2 km², y está asentada en el margen occidental del by-pass Guayllabamba-Tabacundo-Ibarra, que se deriva de la carretera panamericana entre Guayllabamba y Cayambe. Es cabecera del cantón Pedro Moncayo. La ciudad está ubicada entre los 1.730 y 4.300 m s. n. m. por lo que su clima es frío aunque no en extremo, variando entre los 8 a los 14 °C promedio. 
Como capital cantonal, Tabacundo es el núcleo urbano de las otras cuatro parroquias que conforman el mismo: La Esperanza, Tupigachi, Tocachi y Malchinguí.

## Política
Territorialmente, la ciudad de Tabacundo está organizada en una sola parroquia urbana, mientras que existen 4 parroquias rurales con las que complementa el aérea total del Cantón Pedro Moncayo. El término "parroquia" es usado en el Ecuador para referirse a territorios dentro de la división administrativa municipal.
La ciudad de Tabacundo y el cantón Pedro Moncayo, al igual que las demás localidades ecuatorianas, se rige por una municipalidad según lo previsto en la Constitución de la República. El Gobierno Autónomo Descentralizado Municipal de Pedro Moncayo, es una entidad de gobierno seccional que administra el cantón de forma autónoma al gobierno central. La municipalidad está organizada por la separación de poderes de carácter ejecutivo representado por el alcalde, y otro de carácter legislativo conformado por los miembros del concejo cantonal.
La Municipalidad de Pedro Moncayo, se rige principalmente sobre la base de lo estipulado en los artículos 253 y 264 de la Constitución Política de la República y en la Ley de Régimen Municipal en sus artículos 1 y 16, que establece la autonomía funcional, económica y administrativa de la entidad.

### Alcaldía
El poder ejecutivo de la ciudad es desempeñado por un ciudadano con título de Alcalde del Cantón Pedro Moncayo, el cual es elegido por sufragio directo en una sola vuelta electoral, sin fórmulas o binomios en las elecciones municipales. El vicealcalde no es elegido de la misma manera, ya que una vez instalado el Concejo Cantonal se elegirá entre los ediles un encargado para aquel cargo. El alcalde y el vicealcalde duran cuatro años en sus funciones, y en el caso del alcalde, tiene la opción de reelección inmediata o sucesiva. El alcalde es el máximo representante de la municipalidad y tiene voto dirimente en el concejo cantonal, mientras que el vicealcalde realiza las funciones del alcalde de modo suplente mientras no pueda ejercer sus funciones el alcalde titular.
El alcalde cuenta con su propio gabinete de administración municipal mediante múltiples direcciones de nivel de asesoría, de apoyo y operativo. Los encargados de aquellas direcciones municipales son designados por el propio alcalde. Actualmente, la alcaldesa de Pedro Moncayo es Verónica Sánchez, elegida para el periodo 2023 - 2027. 

### Concejo cantonal
El poder legislativo de la ciudad es ejercido por el Concejo Cantonal de Pedro Moncayo, pequeño parlamento unicameral que se constituye al igual que en los demás cantones mediante la disposición del artículo 253 de la Constitución Política Nacional. De acuerdo a lo establecido en la ley, la cantidad de miembros del concejo representa proporcionalmente a la población del cantón.
Pedro Moncayo está representado por cinco concejales elegidos mediante sufragio (Sistema D'Hondt), que duran cuatro años en sus funciones, pudiendo ser reelegidos por una sola vez. De los cinco ediles, 2 representan a la población urbana mientras que uno representa a las 3 parroquias rurales. El alcalde y el vicealcalde presiden el concejo en sus sesiones. Al recién instalarse el concejo cantonal por primera vez los miembros eligen de entre ellos un designado para el cargo de vicealcalde de la ciudad.

## Turismo
Además del Santuario de Mama Nati, esta el Museo Mama Nati, con valoración ancestral e histórico del sector, El edificio de la municipalidad, las elegantes casas coloniales que rodean el parque central "Homero Valencia", ' y los paradores turísticos dispuestos a lo largo de la carretera que atraviesa la ciudad; Tabacundo cuenta también con atractivos fuera de sus límites urbanos:
- Lagunas de Mojanda - Volcanes activos -Parque protegido por su flora y fauna
- Tolas de Cochasquí - Pirámides ancestrales
- Loma de Cananvalle - Línea Ecuatorial - Mitad del Mundo
- Parque Recreacional Jerusalém - Bosque seco mas grande del Ecuador Área Protegida
- Playas del Río Pisque (Angumba - Puruhuantag - Cubinche - Picalquí)
- Molinos de Cananvalle (Molino del cucho)
- Cascada de Cananvalle
- Hacienda de Picalqui
- Puente del Tren (sector Tupigachi)

## Demografía
Según el censo realizado por el INEC en 2010, la población total de Tabacundo era de 16 403 habitantes.

## Transporte
El transporte público es el principal medio transporte de los habitantes de la ciudad y sus alrededores. La urbe posee un servicio de bus público en expansión. El sistema de bus no es amplio y está conformado por pocas empresas de transporte urbano. La tarifa del sistema de bus es de 0,30 USD como mínimo (depende del destino), con descuento del 50% a grupos prioritarios (menores de edad, adultos mayores, discapacitados, entre otros). 
Gran parte de las calles de la ciudad están asfaltadas o adoquinadas, aunque algunas están desgastadas y el resto de calles son lastradas, principalmente en los barrios nuevos que se expanden en la periferia de la urbe.

#### Avenidas importantes
- Principal
- Bolívar
- Sucre
- Panamericana Norte

## Cultura
Tabacundo es tierra de tradiciones y costumbres que hasta el día de hoy puedes encontrar en el día a día, en su comida, música, calendarios, religión, etc,.
En la actualidad Tabacundo , es pluricultural, esta ciudad pequeña esta llena de extranjeros desde hace siglos, sean estos nacionales e internacionales, por ser un sector productivo y florícola, últimamente, también por la migración de nuestro vecino país de Venezuela.  

### Educación
La ciudad cuenta con buena infraestructura para la educación. La educación pública en la ciudad, al igual que en el resto del país, es gratuita hasta la universidad (tercer nivel) de acuerdo a lo estipulado en el artículo 348 y ratificado en los artículos 356 y 357 de la Constitución Nacional. Varios de los centros educativos de la ciudad cuentan con un gran prestigio. La ciudad está dentro del régimen Sierra por lo que sus clases inician los primeros días de septiembre y luego de 200 días de clases se terminan en el mes de julio.

### Gastronomía
Extenso número de manjares de la serranía ecuatoriana encuentran su particular sabor en Tabacundo. Además se puede degustar de platos propios de la zona como mojicones, melcochas, empanadas de carne, fritada, papas con menudo, bizcochos, queso de hoja y el shaguarmisque, licor ancestral elaborado en base al penco de cabuyo.

### Fiestas
- Fiestas de la cosecha: Una celebración que se remonta a los tiempos precolombinos en los que los indígenas agradecían a la madre tierra por los favores recibidos y la buena cosecha del año. Hoy en día se sigue celebrando cada septiembre, cuando se inician las festividades con la elección de la Reina del Cantón. Cada barrio de la ciudad realiza actividades conmemorativas a la fecha: exposiciones, fiestas, procesiones, desfiles, etc. Es durante esta celebración que se realiza la "Corrida de Toros Populares" en la plaza del barrio La Banda, durante tres días de festejo taurino-popular al que asisten no solo los lugareños sino vecinos de comunidades y ciudades cercanas. La celebración de esta fecha termina con el desfile de la confraternidad o unidad, donde participan carros alegóricos de todos los barrios y parroquias del cantón, así como las comparsas de instituciones educativas.

- Fiestas de Mama Nati: Las fiestas en honor a la patrona de la ciudad: la santísima Virgen de la Natividad (Mama Nati), se realizan cada mes de noviembre. La conmemoración incluye una pintoresca procesión por los barrios de la ciudad, fuegos pirotécnicos, la vendimia en el Parque Principal. Además se realiza una novena en el santuario de la virgen, ubicado en el centro de la ciudad.https://mamanati.files.wordpress.com/2012/10/mama-nati-su-santuario.pdf

- Otras celebraciones: Las "Fiestas del Sol" (Inti Raymi), son desarrolladas durante los últimos días del mes de junio; en los que las calles y plazas de Tabacundo se llenan de colorido y sabor indio, con los Aruchicos, las Chinucas y las Ramas de Gallo. Una celebración donde, al son de la guitarra y el rondín, se entonan versos llenos de amor por las raíces indias de este pueblo. Los disfraces como el Zamarro y el Diablohuma, son parte del folclore tabacundeño durante estas fechas. La Noche Sampedrina es una velada ancestral que se celebra cada 28 de junio, con bailes, comida y bebida al gusto en toda la urbe.

## Economía
La economía de Tabacundo se basa en la agricultura, la producción de flores, el comercio y la ganadería. Los principales ingresos de los tabacundeños provienen del comercio formal e informal, la agricultura y la acuicultura; el comercio de la gran mayoría de la población consta de pymes y microempresas, sumándose de forma importante la economía informal que da ocupación a miles de personas.
El principal ingreso de la ciudad proviene de la producción y exportación de rosas, que se cultivan en diferentes planteles florícolas de toda la zona del cantón Pedro Moncayo y también en Cayambe, producto que constituye una de las principales exportaciones no tradicionales de Ecuador.
Debido a la cercanía a las ciudades de Cayambe y Otavalo en Imbabura, así como la relativa cercanía al Distrito Metropolitano de Quito, algunos de sus habitantes también se trasladan a laborar en dichos centros urbanos.

## Medios de comunicación
La ciudad posee una red de comunicación en continuo desarrollo y modernización. En la ciudad se dispone de varios medios de comunicación como prensa escrita, radio, televisión, telefonía, Internet y mensajería postal.
- Telefonía: Si bien la telefonía fija se mantiene aún con un crecimiento periódico, esta ha sido desplazada muy notablemente por la telefonía celular, tanto por la enorme cobertura que ofrece y la fácil accesibilidad. Existen 3 operadoras de telefonía fija, CNT (pública), TVCABLE y Claro (privadas) y cuatro operadoras de telefonía celular, Movistar, Claro y Tuenti (privadas) y CNT (pública).

- Radio: En la localidad existe una gran cantidad de sistemas radiales de transmisión nacional y local, e incluso de provincias y cantones vecinos.

- Medios televisivos: La mayoría de canales son nacionales, aunque se ha incluido canales locales recientemente. El apagón analógico se estableció para el 31 de diciembre de 2019.

## Deporte
La Liga Deportiva Cantonal de Tabacundo es el organismo rector del deporte en todo el cantón Pedro Moncayo. El deporte más popular de la ciudad es el fútbol, al igual que en el resto del país. El Club Deportivo Juventud Independiente Tabacundo (JIT) es el representante local activo en AFNA, que participa en el Campeonato Provincial de Fútbol de Segunda Categoría de Pichincha. 
El principal recinto deportivo es el Estadio de la Liga Deportiva Cantonal de Tabacundo, usado mayoritariamente para la práctica de balompié, con capacidad para 800 espectadores. Además de albergar otras disciplinas deportivas a nivel local, ha sido escenario de varios conciertos y otros eventos culturales.

### Juegos populares
- Cabes o Trompos
- Pelota
- Bolas o Canicas
- Ecuavóley
- Tortas

Cabe señalar que el equipo de Cabes de Tabacundo es muy reconocido en el noroccidente de Pichincha y el sur de Imbabura.